# Olympia Larisa
Olympia Larisa (Grčki: Ολύμπια Λάρισας) je grčki košarkaški klub iz grada Larise. Osnovan je 1979. godine i danas je član prve grčke košarkaške lige. 

## Povijest
Tijekom sezone 2006./07. klub je zauzeo 7. mjesto u grčkom prvenstvu i po prvi puta u svojoj povijesti izborio je doigravanje. Klub je tada bio predvođen bivšim sveučilišnim košarkašem Floride Mattom Walshom, Giorgosom Tsiarasom i Giorgosom Printezisom. Klupska politika je dovođenje mladih talentiranih igrača. U sezoni 2007./08. klub je po drugi puta u svojoj povijesti izborio doigravanje, a u istoj sezoni stgli su do četvrtfinala EuroCupa. 

## Poznati igrači
| - Dimos Dikoudis - Sotiris Gioulekas - Spiros Papavasileiou - Kostas Totsios - Nikos Ekonomou - Giorgos Printezis - Giorgos Tsiaras - Fanis Koumbouras - Kostas Haralabidis - Prodromos Nikolaidis | - Nikos Kaklamanos - Giorgos Apostolidis - Tyrone Nesby - Doremus Bennerman - Erick Barkley - Tyrone Grant - Corey Belser - Matt Walsh - A. J. Guyton - Brad Buckman | - Morris Finley - Dontae' Jones - Shawnelle Scott - Larry Stewart - David Vaughn - Jamel Thomas - Franko Nakić - Aleksandar Radojević - Vladimir Krstić - Stephen Arigbabu |

## Poznati treneri
| - Nikos "Magic" Stavropoulos - Vangelis Alexandris - Giorgos Bartzokas |

## Vanjske poveznice
- Službena stranica  Arhivirana inačica izvorne stranice od 17. studenoga 2009. (Wayback Machine)